# Brun utan sol

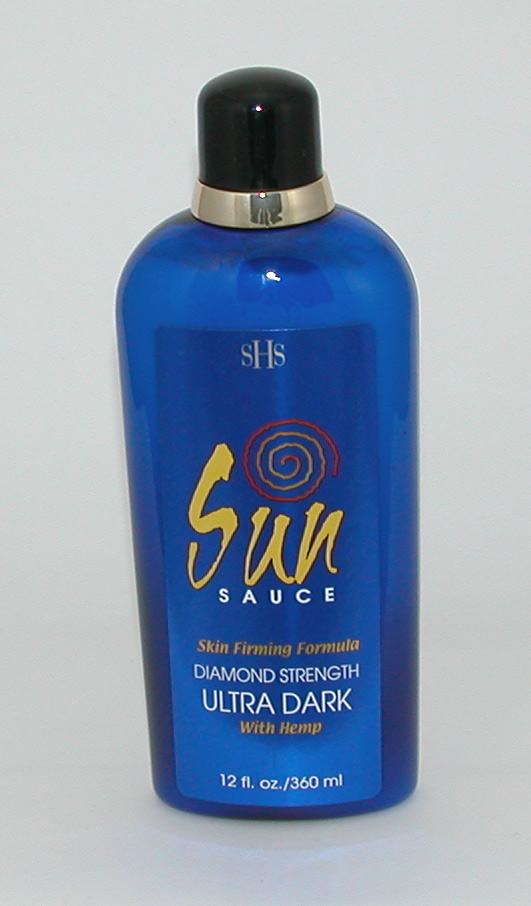
Brun utan sol.

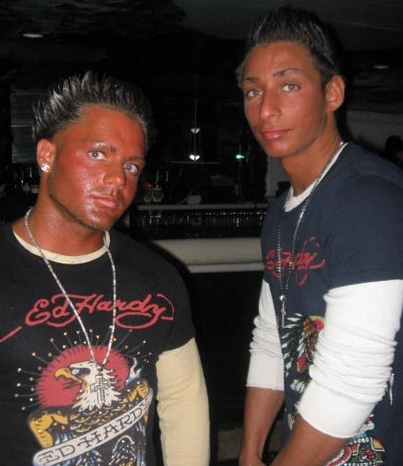
Två män som använt brun utan sol.

Brun utan sol är benämningen på de hudkrämer, sprejer och servetter som på kemisk väg ser till att huden skapar pigment och därmed blir brunare.

## Användning och effekt
I stort sett samtliga på marknaden förekommande brun utan sol-produkter innehåller det naturliga sockerämnet DHA, vilket vid applicering på kroppen reagerar med protein i huden och färgar då det översta hudlagret.
Det anses i allmänhet inte farligt att använda dessa produkter men det är inte rekommenderat att använda dem i kombination med att sola då det bland annat påverkar hudens kollagen. Brun utan sol ger inget skydd mot solens skadliga strålning, till skillnad från solskyddsmedel. Inte heller ersätter den det D-vitamin som solen ger.
Produkter kan variera i kostnad och effektens kvalitet. Vissa produkter färgar lätt av sig på kläder.
Erytrulos(en) har en liknande verkan, men utvecklar färgen något långsammare, och förekommer i vissa produkter, tillsammans med DHA.